# Cingular Wireless LLC
Cingular Wireless LLC var ett av USA:s största företag inom mobiltelefoni med drygt 50 miljoner abonnenter. Företaget köptes sedan av AT&T. Företaget hade även verksamhet i Sverige, men denna lades ner 2003.